# Las aventuras de Tom Bombadil
«Las aventuras de Tom Bombadil» (título original: “The Adventures of Tom Bombadil”) es un poema compuesto por el escritor británico J. R. R. Tolkien. Es el que abre y da título al poemario Las aventuras de Tom Bombadil y otros poemas de El Libro Rojo, de 1962, aunque el poema es mucho más antiguo: se originó en relatos infantiles de Tolkien a sus hijos y se publicó por primera vez en 1934.

## Composición y publicación
La primera concepción de este poema debe remontarse a finales de los años 20 o principio de los 30, a la época en la que Tolkien contaba historias sobre Tom Bombadil a sus hijos, inspirado en el nombre y el atuendo de un muñeco de trapo holandés de Michael. A Michael no le gustaba el muñeco en cuestión, y un día lo arrojó por el inodoro. Tom fue rescatado del agua y sobrevivió, convirtiéndose en el héroe de este poema; que fue publicado por primera vez en la revista de la Universidad de Oxford, para la que trabajaba Tolkien, The Oxford Magazine, en el número 13 del volumen 52, correspondiente al 13 de febrero de 1934 (páginas 464 y 465).
Por sus características, el poema parece el esquema de una obra de mayor entidad, y, de hecho, cuando Allen & Unwin pidió a Tolkien una continuación de El hobbit, éste les ofreció el poema como esbozo, indicando que le podría dar una extensión adecuada. Explicó, además, que Tom Bombadil representaba «el espíritu (que se desvanecía) del campo de Oxford y Berkshire». Sir Stanley Unwin rechazó la idea, pero finalmente Bombadil encontró su hueco en ciertas peripecias de El Señor de los Anillos.
Bastante tiempo después, la anciana señora Jean Neave, tía de Tolkien, le pidió «un libro pequeño que hablara de Tom Bombadil, ese tipo de libro que nosotros los ancianos podemos comprar como regalo de Navidad». Tolkien satisfizo ese deseo sin demasiada dilación, pero con poco esfuerzo: la mayoría de los poemas incluidos en 1962 en Las aventuras de Tom Bombadil y otros poemas de El Libro Rojo llevaban ya muchos años escritos, y entre ellos éste que comienza el poemario. La versión incluida en Las aventuras... es un poco más larga que la de 1934, pero esencialmente es el mismo poema. El libro llegó justo a tiempo, pues Jean Neave falleció poco después.

## Sinopsis
El poema empieza describiendo detalladamente a Tom Bombadil, y después narra sus encuentros con diversos personajes que pretenden atraparle de una u otra manera: Baya de Oro, el viejo Hombre-Sauce, un viejo Tejón y un Tumulario, ya por la noche. Tom va rechazando a cada uno de ellos conjurándolos con el simple poder de su voz. Sin embargo, a la mañana siguiente fue él quien atrapó a Baya de Oro, la hija de la mujer del río, para desposarla, pues se había enamorado de ella.

## Métrica
El poema original en inglés tiene una métrica compuesta en versos pareados bimembres, totalmente basada en la acentuación, con dos o tres acentos en cada hemistiquio. Las estrofas son desiguales, y todas las rimas llanas, totalmente femeninas (En métrica inglesa, una rima femenina es aquella en la que la sílaba tónica es seguida de una o varias sílabas átonas, de modo que el verso nunca acaba en un acento). Es la misma métrica que la del segundo poema de Las aventuras..., titulado «El paseo en bote de Tom Bombadil», con el que forma un díptico. También es la métrica de los fragmentos poéticos que declama el propio personaje Tom Bombadil en La Comunidad del Anillo, como, por ejemplo:

Hey dol! merry dol! ring a dong dillo!
Ring a dong! hop along! fal lal the willow!
Tom Bom, Jolly Tom, Tom Bombadillo!
¡Hola, dol! ¡Feliz, dol! ¡Toca un don diló!
¡Toca un don! ¡Salta! ¡Sauce del fal lo!
¡Tom Bom, alegre Tom, Tom Bombadillo!
— J. R. R. Tolkien, La Comunidad del Anillo, libro primero, capítulo 6, «El Bosque Viejo»

## Traducción al español
La traducción al español del poema incluida en la edición de Minotauro de Las aventuras..., realizada por Alejandro González, Alejandro Murgía y otros miembros de la Lista de Correo Tolkien en Español, está compuesta en versos alejandrinos pareados, con rima asonante. Se ha publicado en español otra traducción con una métrica diferente incluida en el libro Poemas de J. R. R. Tolkien.